# Bitwa pod Legnicą
Bitwa pod Legnicą – bitwa, która rozegrała się 9 kwietnia 1241 w czasie I najazdu mongolskiego na Polskę pomiędzy rycerstwem dolno- i górnośląskim, mało- i wielkopolskim, w liczbie ok. 6 tysięcy wojowników oraz posiłkami cudzoziemskimi, w tym morawskimi i niemieckimi w liczbie ok. 2 tysięcy zbrojnych, a Mongołami (Tatarami), w liczbie od 3 tysięcy do 8 tysięcy wojowników.
Wojska chrześcijańskie poniosły klęskę – zginęli dowodzący nimi książę śląski, krakowski i wielkopolski Henryk II Pobożny oraz dwaj dowódcy hufców: cudzoziemski Bolesław Dypoldowic i małopolski Sulisław.
Wskutek najazdu mongolskiego i tej bitwy państwo Henryków śląskich rozpadło się. Zjednoczenie księstw dzielnicowych zostało na kilkadziesiąt lat zahamowane.

## Data i miejsce bitwy
Bitwa rozegrała się 9 kwietnia 1241 w odległości ok. 7 kilometrów na południowy wschód od Legnicy, w miejscowości Wolstat/Walstat, czyli po polsku Dobre Pole. Nie było to jednak Legnickie Pole.
O tym, że wydarzenie miało miejsce 9 kwietnia, podają: Liber mortuorum klasztoru św. Wincentego we Wrocławiu, Kronika śląsko-polska, Rocznik lubiąski oraz Księga henrykowska, która mówi: Zgon tego księcia pana (tj. Henryka II Pobożnego). Ten mianowicie książę pan padł w bitwie, zabity przez pogan za lud swój w 1241 roku dnia 9 kwietnia. W źródłach historycznych można znaleźć także datę 8 kwietnia.
Jan Długosz informuje w swojej kronice, że bitwa miała miejsce na Dobrym Polu. Z innych źródeł niewiele można się dowiedzieć, np. z Rocznika kapituły poznańskiej i Kroniki wielkopolskiej, które ogólnie mówią: in campo castri de Legnicz. O wiele więcej wynika dopiero z XIV-wiecznych źródeł śląskich. I tak w Nagrobkach książąt śląskich napisano, że Henryk zginął: a Tartaris in bello Wolstat prope Legnitz. Prawie identycznie informuje Rocznik cystersów henrykowskich – in bello prope Lignitz in loco, qui vocatur Walstat. Z kolei w Roczniku wrocławskim większym napisano, że śmierć Henryka nastąpiła a Tartaris circa Legnicz in Walstat. „Walstat” jako miejsce śmierci Henryka wskazują również: Kronika książąt polskich, XV-wieczny Rocznik lubiąski i wreszcie pochodząca z tego samego czasu przeróbka legendy o świętej Jadwidze.
Nie jest jasne, czy podawane przez źródła: „Wolstat” lub „Walstat” lub „Walstadt” można identyfikować z Dobrym Polem, o którym napisał Jan Długosz i gdzie lokalizować ten obszar. Wydaje się, że Dobre Pole jest tłumaczeniem niemieckiej nazwy. Jeśli chodzi o lokalizację, zachowane dzięki tradycji, a istniejące do dziś Legnickie Pole nie ma ze średniowieczną miejscowością Wolstat nic wspólnego. Być może w toku walki miejsce bitwy mogło się przenieść i Wolstat mogło być punktem, w którym bitwa się rozpoczęła, Legnickie Pole zaś tym, w którym zginął Henryk II.

## Liczebność i skład armii

### Armia europejska
Po stronie polskiej było prawdopodobnie 6–7 tysięcy zbrojnych. Według Jana Długosza pod wodzą Henryka II Pobożnego stanęły przede wszystkim wojska z Dolnego Śląska oraz z Wielkopolski, z ziemi krakowskiej pod dowództwem Sulisława, brata poległego w bitwie pod Chmielnikiem wojewody krakowskiego Włodzimierza, a także rycerstwo z księstwa opolsko-raciborskiego Mieszka II Otyłego.
Raczej pewny jest udział krzyżowców, co najmniej templariuszy, a prawdopodobnie i joannitów. Poważne wątpliwości budzi natomiast udział Krzyżaków. Oprócz Długosza taką samą informację podaje tylko Rocznik wrocławski dawny. Być może Długosz wymienił Krzyżaków uważając, że obrońców wiary katolickiej nie mogło zabraknąć w bitwie z pogańskimi Tatarami, gdzie „ważyły się” losy chrześcijańskiego świata.
Armię podzielono prawdopodobnie na cztery hufce, ustawione w szyku liniowym lub cztery hufce z oddziałem odwodowym:
- hufiec pierwszy – dowódcą był margrabia morawski Bolesław Dypoldowic, zwany Szepiołką. W skład hufca wchodziło rycerstwo morawskie, joannici, templariusze, niemieccy górnicy ze Złotoryi (Goldberg) i Lwówka (Löwenberg);
- hufiec drugi – dowódcą był komes Sulisław. W skład hufca wchodziło rycerstwo krakowskie, sandomierskie, łęczyckie i sieradzkie;
- hufiec trzeci – dowódcą był książę opolsko-raciborski Mieszko II Otyły;
- hufiec czwarty – dowódcą był krzyżacki mistrz krajowy pruski Poppo von Osterna. W skład hufca wchodziło rycerstwo krzyżackie (Krzyżacy mogli też wchodzić w skład I hufca cudzoziemskiego);
- hufiec odwodowy – dowódcą był książę śląski, krakowski i wielkopolski Henryk II Pobożny. W skład hufca wchodziło rycerstwo dolnośląskie i wielkopolskie.

### Armia mongolska
Liczebność wojsk mongolskich podczas wyprawy na Polskę ustaliła ostatecznie informacja Historii Tartatorum, która podaje, że na ziemie polskie wyruszyło 10 tysięcy zbrojnych. Trzeba odliczyć straty tatarskie na terenie Małopolski. Tak więc ich liczebność nie przekraczała 7–8 tysięcy.
Byli to konni, z tego większość lekko uzbrojonych łuczników, pozostali to ciężko (w sensie koczowniczej tradycji wojskowej) uzbrojeni jeźdźcy wykorzystywani jako odwód używany w decydującej fazie bitwy do walki w bezpośrednim kontakcie.
Określenie dowódcy wojsk mongolskich sprawia trudność. Informacja kroniki wielkopolskiej, że dowództwo nad wojskiem pustoszącym Polskę sprawował bezpośrednio Batu-chan, jest błędna. Był on wtedy na Węgrzech i 11 kwietnia 1241 brał udział w bitwie na równinie Mohi. Mało prawdopodobny jest też udział Długoszowego Kajdana (Kajdu), który w 1241 roku był co najwyżej kilkunastoletnim dzieckiem. Zostaje więc Orda – brat Batu-chana i być może Bajdar. W początkowej fazie kampanii można jeszcze dodać tajemniczego dowódcę poległego pod Sandomierzem, identyfikowanego przez część historyków z wodzem plemienia Mokszan, o czym informuje Historia Tartatorum C. de Bridia.

## Przebieg bitwy
Przyjmuje się, że wojska Henryka II Pobożnego miały połączyć się z wojskami władcy Czech Wacława I. Jednak szybki pochód wojsk mongolskich i próba odcięcia jego wojsk od Czechów zmusiły Henryka do wcześniejszego przyjęcia bitwy. W bitwie rycerstwo europejskie poniosło klęskę. Przyczyniła się do tego nagła ucieczka części sił z Mieszkiem II Otyłym na czele.
Henryk II Pobożny został wzięty do niewoli, gdzie zmuszano go do uklęknięcia przed zwłokami wodza mongolskiego poległego pod Sandomierzem. Wobec odmowy Henryka odcięto mu głowę. Następnie zwycięzcy udali się pod gród w Legnicy, gdzie pokazali obrońcom głowę ich księcia. Grodu jednak nie zamierzali zdobywać. Po bitwie Mongołowie podzielili swoje siły. Większość udała się, pustosząc tereny po drodze, przez Morawy na Węgry, gdzie miała się połączyć z główną armią Batu-chana. Część, zapewne z rannymi i zwłokami wodza, udała się w drogę powrotną na Ruś.
Powyższy opis stanowi kompilację wiedzy z wielu źródeł. Przebieg bitwy można wiarygodnie ocenić dzięki odnalezieniu Historii Tartatorum. Ta relacja nie jest szczegółowa, lecz jako źródło oparte na relacji uczestników kampanii tatarskiej zasługuje na zaufanie. Jan Długosz podał przebieg bitwy, jednak jego przekaz jest podawany w wątpliwość. Inne źródła europejskie przekazują informacje w sposób lakoniczny. Z Rocznika kapituły krakowskiej można się dowiedzieć, że Henryk II Pobożny zginął. Stosunkowo najdokładniejszą relację składają Annales silesiaci compilati, w których napisano, że w bitwie udział wzięli krzyżowcy oraz wspomniano ucieczkę polskiej armii. Inne polskie źródła nie wnoszą niczego nowego.

## Śmierć Henryka II Pobożnego

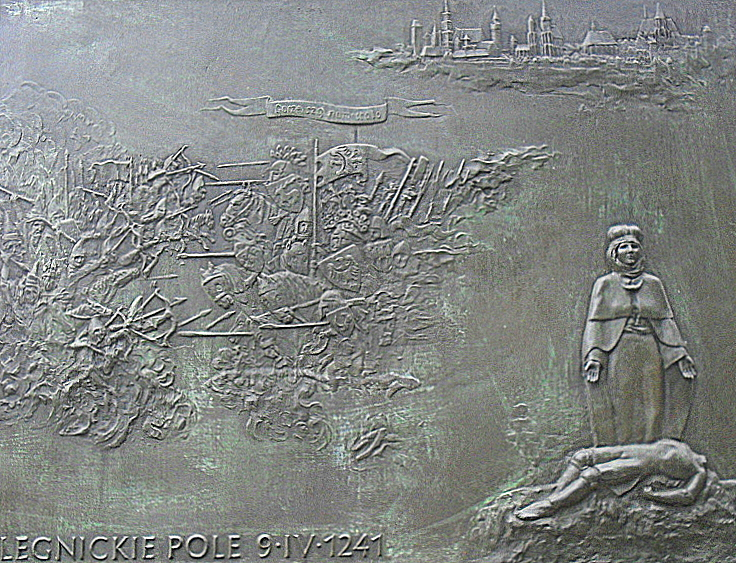
Relief na cokole pomnika Jana Pawła II przed katedrą legnicką

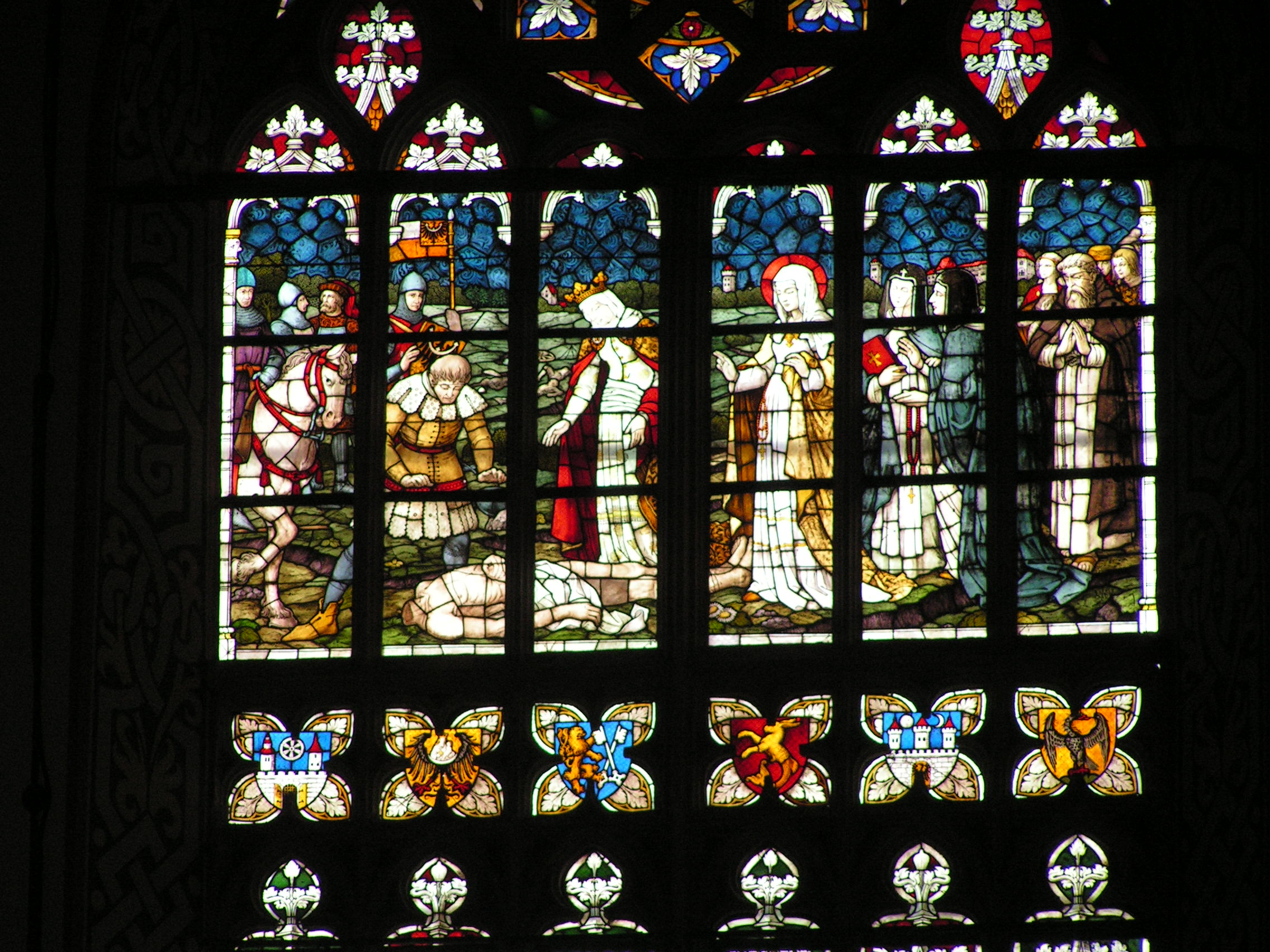
Witraż w kościele Marii Panny w Legnicy

Jan Długosz opisał bohaterską śmierć Henryka II: Kiedy podniósłszy prawą rękę chciał ugodzić Tatara, który mu zagrodził drogę, drugi Tatar przebił go dzidą pod ramię. (Książę) zwiesiwszy ramię, zsunął się z konia ugodzony śmiertelnie. Tatarzy wśród głośnych okrzyków i chaotycznej, nieprawdopodobnej wrzawy ujmują go i wyciągnąwszy poza teren walki na odległość dwóch miotów z kuszy, mieczem obcinają głowę, zerwawszy odznaki, pozostawiają nagie ciało.
Z kolei Historia Tartatorum podaje, że Tatarzy schwytawszy księcia Henryka i całkowicie go złupiwszy rozkazali mu uklęknąć przed zmarłym, księciem, który został zabity w Sandomierzu. I tak głowę jak owcy zanieśli przez Morawy na Węgry do Batu, a następnie rzucili między inne głowy trupów.
Ciało poległego księcia odnaleziono dzięki wskazówce Anny Czeskiej, żony Henryka. Chodziło o szczegół anatomiczny: Henryk Pobożny posiadał u lewej stopy sześć palców, co zostało potwierdzone podczas otwarcia grobowca w 1832 roku. Następnie ciało pochowano w klasztorze franciszkańskim we Wrocławiu.
W Księdze henrykowskiej (ok. 1273) czytamy: „w ucieczce przed poganami został zgubiony” [in fuga paganorum est perditum]; co sugeruje, że książę wycofywał się już z pola bitwy – jest to zgodne z opisem Długosza.

## Materiały źródłowe
W roku zaś 1241 chan Tatarów Batu, wraz ze swymi wojskami Tatarów, ludu srogiego i niezliczonego, przeszedłszy przez Ruś... wojska skierował przeciw Polsce. Henryk syn Henryka Brodatego, książę Śląska, Krakowa i Wielkopolski potężnie zabiega im drogę z wieloma tysiącami zbrojnych na polu zamkowym Legnicy i odważnie walczy z nimi, pokładając nadzieję i ufność w pomoc Boga, który niekiedy z powodu zbrodni pozwala na biczowanie swoich. Wspomniany książę Henryk straciwszy wiele tysięcy ludzi, sam poległ zabity. Wraz z nim podobnie został zabity pewien książę Bolesław przydomkiem Szczepiołka

Najwartościowszymi źródłami są: Kronika wielkopolska, powstała w końcu XIII lub początku XIV wieku oraz XIII wieczny Latopis halicko-wołyński. Informacje o najeździe Tatarów na Polskę w 1241 roku zawarte są również w pochodzącej z XIII i XIV wieku Kronice śląsko-polskiej (łac. Chronicon polono-silesiacum) oraz podobnie datowanej Kronice książąt polskich (łac. Chronica principum Poloniae).
Najwięcej informacji o najazdach tatarskich oraz przebiegu bitwy pod Legnicą dostarcza Jan Długosz w rozpoczynającym się od 1241 roku VII tomie Roczników, czyli kronikach sławnego Królestwa Polskiego. Korzystał on ze średniowiecznych źródeł, takich jak annały: Rocznik kapituły krakowskiej, Roczniki wielkopolskie, Rocznik Traski, Rocznik świętokrzyski dawny i innych.

Kolejnym źródłem jest Historia Tartarorum spisana w 1247 roku przez franciszkanina C. de Bridia, która była zapisem ustnej relacji polskiego podróżnika oraz posła papieskiego do Mongolii – Benedykta Polaka. 

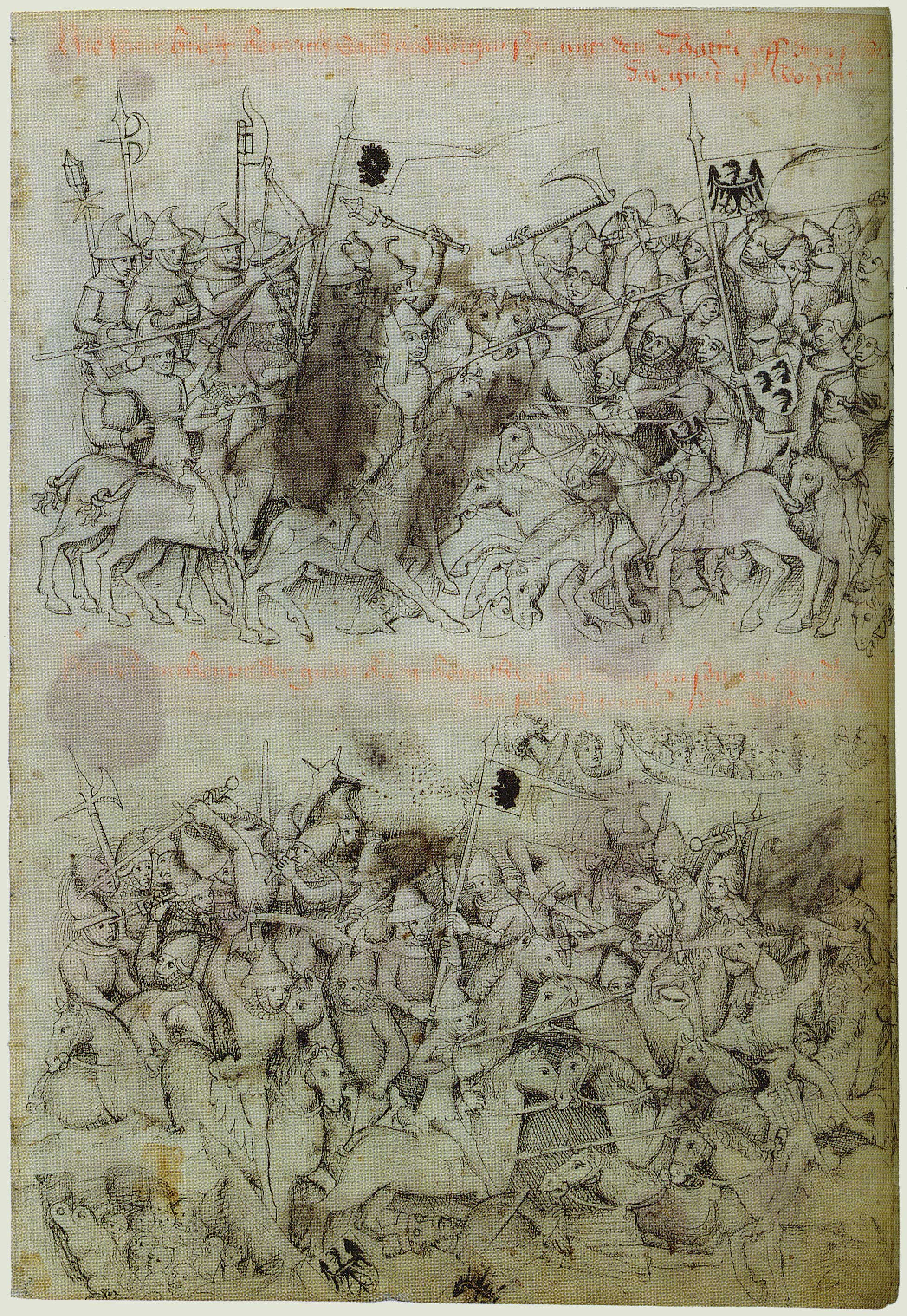
Bitwa pod Legnicą z Manuskryptu św. Jadwigi

## Kontrowersje w literaturze

### Aleksander Semkowicz
Pierwszym, który się zajął analizą tekstu Jana Długosza, był Aleksander Semkowicz. Zawarł w swojej książce listę zastrzeżeń względem pracy kronikarza i jego warsztatu naukowego.
Są to m.in.: wybór źródła wtórnego zamiast pierwotnego, jeżeli tylko bardziej pasuje do jego koncepcji lub ma obszerniejszy opis, ubarwianie krótkich opisów, tworzenie faktów, jeśli tylko są one prawdopodobne, zmienianie szczegółów opisywanych przez siebie wydarzeń, wreszcie własne interpretacje i fałszerstwa historyczne ze względów patriotycznych lub religijnych.

### Stefan Krakowski
Stefan Krakowski również uznał relację Długosza za prawdziwą. Za główne źródło Długosza uznał nieokreślony zaginiony latopis ruski, jednak nie uzasadnił tego domysłu.
Krakowski przyjmuje, że podstawowym powodem rozegrania bitwy tak daleko na zachód była przyjęta strategia wyczerpania wojsk tatarskich długim, kilkusetkilometrowym marszem we wrogim terenie, w ciężkich warunkach wczesnej wiosny. Na polach pod Legnicą 9 kwietnia 1241 spotkać się miało 20 tysięcy Tatarów z 10-tysięczną armią Henryka II Pobożnego.
Krakowski podaje opis bitwy za Janem Długoszem. Stwierdza także, że liczba poległych w bitwie chrześcijan sięgnęła prawie 100% pierwotnej liczebności oddziału, tj. 10 tys. poległych rycerzy i chłopów. Jako potwierdzenie tego przypuszczenia podaje list dominikanów niemieckich do konwentów na zachodzie, wymieniający właśnie taką liczbę zabitych. Według autora przyczyną klęski chrześcijan były większe możliwości manewrowe armii Bajdara oraz brak wsparcia posiłkami pod wodzą władcy Czech Wacława I.

### Gerard Labuda
Pierwszą metodyczną analizę przekazu Długosza, mającą udowodnić wiarygodność zawartych tam informacji, przedstawił Gerard Labuda. Punktem wyjścia do tej hipotezy było uznanie pomysłu Semkowicza, że Jan Długosz korzystał z jakiegoś zaginionego rocznika, czy też kroniki czasowo bliskiej wydarzeniom z 1241 roku, a powstałej na pewno przed 1250 rokiem. Gerard Labuda zdecydował się podać również rodzaj tego zaginionego źródła. Miał to być rocznik bądź kronika powstała w środowisku dominikańskim w Raciborzu albo Krakowie (zwana RKD, czyli rocznik – kronika dominikańska). Labuda wskazuje też na ewentualnego autora lub przynajmniej informatora twórcy dzieła – Jana Iwanowica, bohatera spod Legnicy, który po cudownym ocaleniu miał wstąpić do klasztoru dominikanów. Najobszerniejsze ślady tego zaginionego źródła zachować miał Jan Długosz, jednak pozostałości RKD występują również w innych źródłach, zwłaszcza w Annales Silesiaci compilari.
Gerard Labuda, w odróżnieniu od Krakowskiego i Zatorskiego, zauważa wiele usterek opisu Jana Długosza, m.in. podwójne datowanie bitwy na 8 i 9 kwietnia 1241 roku. Labuda koryguje też miejsce bitwy na okolice wsi Koskowice i uznaje informację Długosza o śmierci na polu bitwy wielkiego mistrza zakonu krzyżackiego, Poppona von Osterny, za nieprawdziwą.
Labuda przyjął liczbę wojsk tatarskich na około 10 tysięcy. Założył, że oddziały polskie musiały być mniej liczne, choć przewaga Tatarów nie była przytłaczająca. Straty wojsk polskich ocenił na 2 tysiące, a tatarskich na niewielkie, skoro Wacław I Czeski mimo przechwałek nie ważył się ich zaatakować, gdy szli w kierunku Węgier.
Ponadto Labuda zwraca uwagę na niewykorzystaną dotychczas przez historyków relację Carla Gromanna z Tworkowa pod Raciborzem, który korzystał ponoć około 1810 roku z RKD i wykorzystał to przy pisaniu dziejów Raciborza. Problem w tym, że Gerard Labuda nie dotarł do oryginału pracy Gromanna, a korzystał tylko ze streszczenia zamieszczonego u niemieckiego historyka Weltzla.

### Józef Matuszewski

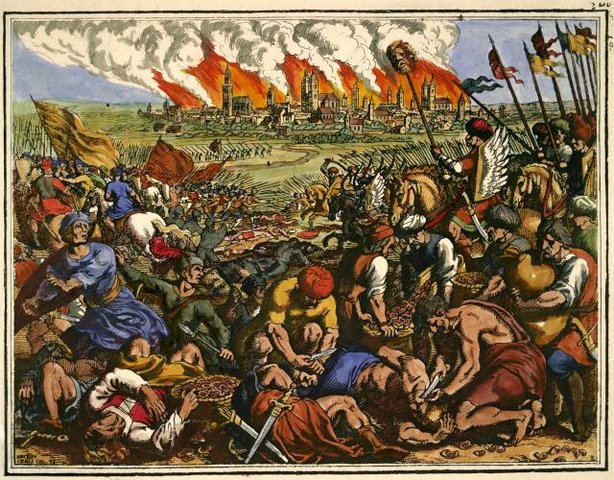
Bitwa pod Legnicą na miedziorycie Matthäusa Meriana Starszego z 1630 roku pod tytułem „Wielka klęska chrześcijan pobitych przez Tatarów”

Józef Matuszewski dotarł do oryginału Gromanna i skonfrontował ten tekst ze streszczeniem Weltzla. Gromann, jak to wykazał Matuszewski, korzystał ze śląskiego historyka Thebesiusa, ten z Miechowity, ta zaś kronika jest swoistą kontynuacją Długosza.
Mimo odrzucenia przekazu Gromanna nie można wykluczyć istnienia RKD, zwłaszcza że jego ślady mogły się zachować według Gerarda Labudy w Żywotach św. Stanisława, Kronice wielkopolskiej i Annales Silesiaci Compilati. Problem w tym, że dwoma pierwszymi źródłami w swojej pracy autor się nie zajmuje informując o źródłach hagiografa ani słowem nie wspomina o tajemniczym roczniku dominikańskim, z kolei z Kroniką wielkopolską istnieje zasadniczy problem, że w swojej relacji jej autor podaje, w zasadzie tylko dwie informacje, których nie ma w źródłach typu rocznikarskiego, tj. o śmierci pod Legnicą Bolesława Dypoldowica oraz o bitwie Władysława Opolskiego i Bolesława Sandomierskiego pod Opolem, to trochę mało, by wykazać wspólną zależność Kroniki wielkopolskiej i Długosza od wcześniejszego źródła. Zresztą, co zauważyli już Marian Plezia i Józef Matuszewski, Kronika wielkopolska ma wyraźne tendencje do umieszczania wywodów językowych, brak więc wzmianki o Długoszowym – „Gorze się nam stało”, Jan Długosz, Roczniki..., ks. VII, s. 23, zaczerpniętego również według Labudy z RKD, budzi poważne wątpliwości co do prawdziwości tego tekstu. Pozostają więc Annales, w których faktycznie znajduje się wiele podobieństw do przekazu Długosza. Nie wiadomo jednak, kiedy tak naprawdę powstało to źródło i czyjego jest autorstwa, co znacznie utrudnia ustalenie wzajemnej korelacji obu dzieł. Według Labudy Długosz wiernie przepisał pierwotne źródło, Annales zaś je skróciły.

### Zaginiona kronika w rocznikach Jana Długosza
W 1983 ukazała się kolejna publikacja Gerarda Labudy, gdzie znalazła się próba rekonstrukcji zaginionego RKD. Wyników tej pracy nie da się jednak jednoznacznie ocenić. Nie ma pewności, co się w nim znajdowało (zakładając, że RKD istniał).
Wbrew Józefowi Matuszewskiemu Labuda twierdzi, że Henryk niekoniecznie zginął zawleczony przez Tatarów pod Sandomierz. Nie wynika to zresztą z relacji Historia Tartarorum. Równie dobrze bowiem mogło to mieć miejsce w obozie Ordy pod Legnicą.
Gerard Labuda nie zgadza się również z Matuszewskim w kwestii wzajemnej korelacji Historii Tartarorum i Długosza. Matuszewski twierdzi, że oba źródła zgadzają się tylko w zakresie klęski Polaków, śmierci Henryka i ucieczki wojsk polskich z pola bitwy w momencie, gdy sami Tatarzy zaczęli już myśleć o ucieczce – et dum... fugere uoluissent. Labuda próbuje pogodzić obie relacje, twierdząc, że uciekający rycerze widzieli tylko osuwającego się z konia Henryka, a nie moment jego śmierci.
Labuda podtrzymuje tezę o Janie Iwanowicu jako głównym informatorze RKD. Z tym nie zgadza się Matuszewski, uważając Jana (czy też Iwana) Iwanowica za postać fikcyjną, wymyśloną przez Długosza.

### Późniejsza literatura
Późniejsza historiografia jest następstwem sądów Labudy i Matuszewskiego. Część historyków, nie chcąc wyraźnie opowiedzieć się po żadnej ze stron, przytacza obie wersje.
Wacław Korta zgodził się z wywodami Gerarda Labudy, uznając relację Długosza za w pełni wiarygodną. Dlatego za Długoszem relacjonuje bitwę, informując również, że Historia Tartatorum jakoby wzajemnie się z kanonikiem krakowskim uzupełniała. Wacław Korta zdecydował się również podjąć próbę zidentyfikowania owego tajemniczego wodza spod Sandomierza, którego ma za naczelnika plemienia Mokszan, odłamu Mordwinów znad Mokszy, dopływu Oki.
Na poglądach Gerarda Labudy i wiarygodności Długosza oparli swoje prace również Tomasz Jasiński, Piotr Rabiej, Benedykt Zientara, Zygmunt Boras, Henryk Kotarski, Tadeusz Nowak, Jan Wimmer oraz Jerzy Rajman.
Do przeciwników Labudy, a zwolenników Matuszewskiego, można zaliczyć Jerzego Maronia oraz Marka Cetwińskiego.

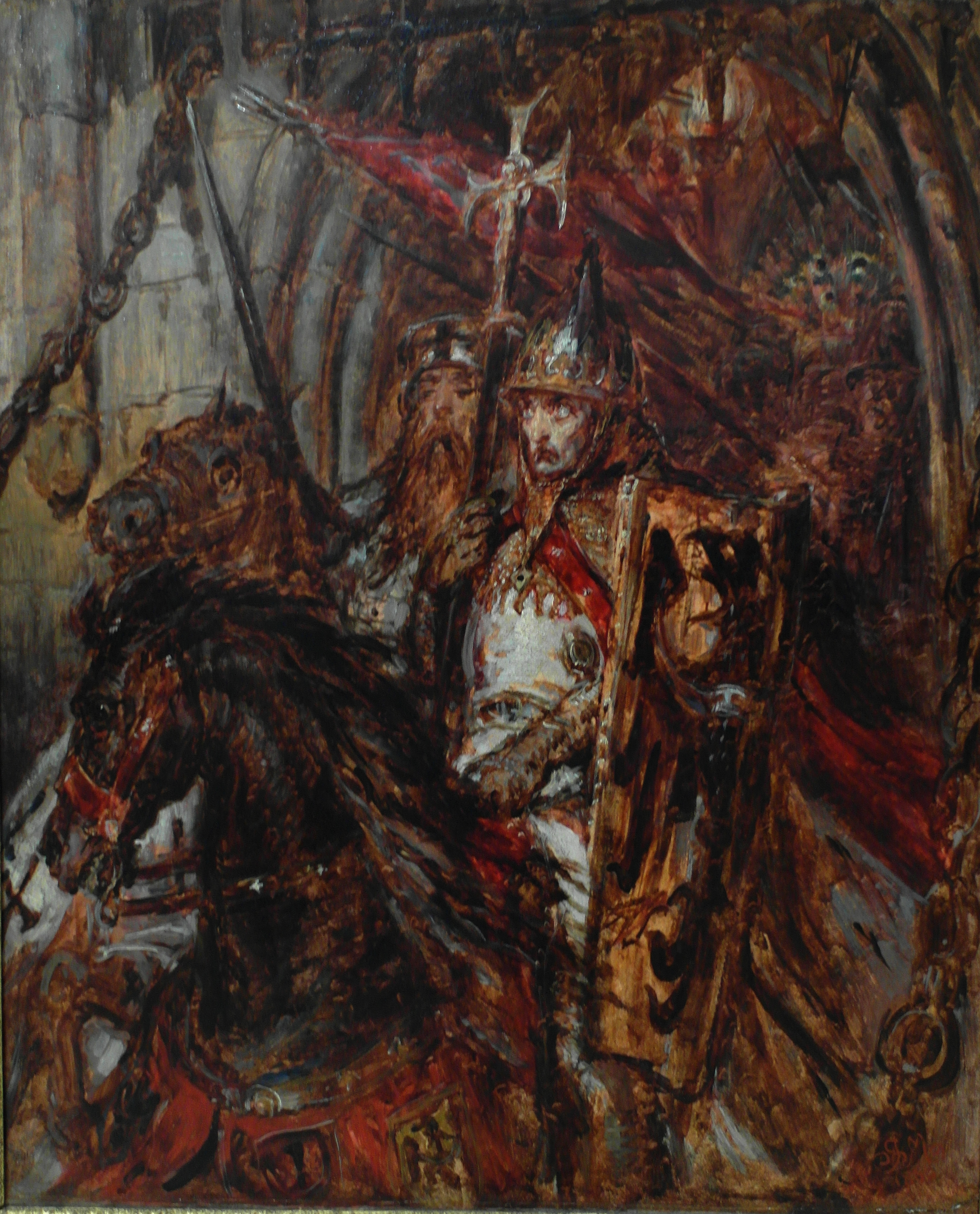
Wyjazd Henryka Pobożnego z Legnicy, szkic Jana Matejki z 1866 roku, towarzyszy mu późniejszy wielki mistrz krzyżacki Poppo von Osterna

### Broń chemiczna?
Była tam w ich (mongolskim) wojsku między innymi chorągwiami jedna ogromnej wielkości. (...) na wierzchołku jej drzewca tkwiła postać głowy wielce szpetnej i potwornej z brodą, kiedy więc Tatarzy o jedną staję w tył się byli cofnęli i zabierali do ucieczki, chorąży niosący ów proporzec począł tą głową z całej siły machać, a natychmiast buchnęła z niej jakaś para gęsta, dym i wiew tak smrodliwy, że za rozejściem się między wojskami tej zabójczej woni Polacy mdlejący i ledwo żywi ustali na siłach i niezdolnymi się stali do walki”.

Józef Włodarski uważa, że to pod Legnicą, a nie siedem wieków później, pod Ypres, użyto po raz pierwszy broni chemicznej. Możliwość posiadania takiej broni przez Mongołów nie jest zaskakująca, gdyż odpowiednią technologią dysponowali wówczas Chińczycy. Mongołowie zaś zetknęli się z chińską techniką wojenną już wcześniej. Czyngis-chan przejął m.in. chińskie metody walki oblężniczej. W dodatku Chińczycy byli dla ówczesnych Polaków nieodróżnialni od Mongołów, mogli więc ich nawet wspomagać, nie dając się rozpoznać.

## Upamiętnienie
Walki wojów polskich w obronie Legnicy zostały, po 1990 r., upamiętnione na Grobie Nieznanego Żołnierza w Warszawie napisem na jednej z tablic, „LEGNICA 9 IV 1241”.

### Źródła
- Długosz Jan, Roczniki, czyli kroniki sławnego Królestwa Polskiego, księga siódma i ósma (1241 – 1299), pod red. Krystyny Pieradzkiej, przekład Julii Mrukówny, Warszawa 1974.
- Kromer Marcin, Kronika polska Marcina Kromera biskupa warmińskiego ksiąg XXX. Dotąd w trzech językach a mianowicie łacińskim, polskim i niemieckim. Wydana na język polski z łacińskiego przełożona przez Marcina z Błażowa Błażowskiego i wydana w Krakowie w drukarni M. Loba r. 1611, obecnie wydana w języku polskim trzecie, tom II, Sanok 1868, tom I (?)
- Kronika wielkopolska, przetłumaczył Kazimierz Abgarowicz, przypisy i wstęp Brygida Kurbis, Warszawa 1965
- Księga henrykowska, tłum. Roman Grodecki, Poznań – Wrocław 1949
- Maciej Stryjkowski, O początkach, wywodach, dzielnościach, sprawach rycerskich i domowych sławnego narodu litewskiego, żemojdzkiego i ruskiego, przed tym nigdy od żadnego ani kuszone, ani opisane, z natchnienia Bożego a uprzejmie pilnego doświadczenia, oprac. Julia Radziszewska, Warszawa 1978.
- Jan di Piano Carpini, Historia Mongołów, [w:] Spotkanie dwóch światów. Stolica Apostolska a świat mongolski w połowie XIII wieku. Relacje powstałe w związku z misją Jana di Piano Carpiniego do Mongołów, pod red. Jerzego Strzelczyka, Poznań 1993, s. 116–223.
- C. de Bridia: Historia Tatarów, [w:] Spotkanie dwóch światów. Stolica Apostolska a świat mongolski w połowie XIII wieku. Relacje powstałe w związku z misją Jana di Piano Carpiniego do Mongołów pod red. Jerzego Strzelczyka. Poznań: 1993, s. 234–269.

### Opracowania
- Marek Cetwiński, Co wiemy o bitwie pod Legnicą?, „Acta Universitatis Wratislaviensis”, nr 800, Historia L, Warszawa – Wrocław 1985
- K. Czechowicz, Najazdy Tatarów na Polskę w XIII w. Próba syntezy, „Teki Historyczne” 16 (1969–1971), s. 55–78.
- Andrzej Feliks Grabski, Nowe świadectwo o Benedykcie Polaku i najeździe Tatarów w 1241 r., „Sobótka” 23 (1968), s. 1–13.
- Andrzej Feliks Grabski, Polska w opiniach obcych X–XIII w., Warszawa 1964.
- W. Groblewski, Skutki pierwszego najazdu Tatarów na Polskę, „Szkice Legnickie” 6 (1971), s. 81–98.
- Tomasz Jasiński, Przerwany hejnał, Kraków 1988.
- Tomasz Jasiński, Stosunki śląsko-pruskie i śląsko-krzyżackie w pierwszej połowie XIII wieku, [w:] Ars Historyca, Poznań 1976
- Tomasz Jasiński, Strategia i taktyka wojsk polskich i mongolskich pod Legnicą w świetle nowo odczytanych zapisek Jana Długosza, [w:] Bitwa Legnicka – Historia i tradycja, pod red. Wacława Korty, Wrocław 1994
- A. Karłowska–Kamzowa, Zagadnienie aktualizacji w śląskich wyobrażeniach bitwy legnickiej 1353–1504, „Studia Źródłoznawcze” 17 (1972), s. 91–118.
- Wacław Korta, Najazd Mongołów na Polskę 1241 roku i jego Legnicki epilog, „Acta Universitatis Wratislaviensis”, nr 800, Historia L, Warszawa – Wrocław 1985
- Wacław Korta, Najazd Mongołów na Polskę i jej Legnicki epilog, Katowice 1983.
- Wacław Korta, Problemy bitwy legnickiej i stan badań, [w:] Bitwa Legnicka – Historia i tradycja, pod red. Wacława Korty, Wrocław 1994.
- H. Kotarski, Zagadnienie wiarygodności informacji o Mongołach w „Historii Polski” Jana Długosza, [w:] Jan Długosz. W pięćsetna rocznicę śmierci, pod red. F. Kiryka, Olsztyn 1983, s. 153–190.
- W. Kotwicz [rec.], Józef Umiński, Niebezpieczeństwo tatarskie w połowie XIII w. i papież Innocenty IV, Lwów 1922, „Przegląd Orientalistyczny” 2 (1919–1924), s. 269–276.
- Stefan Krakowski, Polska w walce z najazdami tatarskimi w XIII wieku, Warszawa 1956.
- Stefan Krakowski, List do redakcji, „Przegląd Historyczny” 48 (1957), z. 4, s. 819–824.
- J.K. Kubanek, „Perimmane vexillum Thartarorum”. Chrześcijanie w wojskach mongolskich w bitwie pod Legnicą 1241 r., [w:] Mente et litteris. O kulturze i społeczeństwie wieków średnich, Poznań 1984, s. 167–174.
- Gerard Labuda, O udziale Krzyżaków i o śmierci wielkiego mistrza zakonu krzyżackiego Poppo von Osterna w bitwie pod Legnicą w roku 1241, „Zapiski Historyczne” 47 (1982), z.2, s. 189–224.
- Gerard Labuda, Wojna z Tatarami w roku 1241, „Przegląd Historyczny”, tom L, 1959, zeszyt 2.
- Gerard Labuda, Zaginiona kronika w rocznikach Jana Długosza, Poznań 1983.
- Gerard Labuda [rec.], Andrzej Feliks Grabski, Nowe świadectwo o Benedykcie Polaku i najeździe Tatarów w 1241 r., „Sobótka” 23 (1968), s. 1–13, „Studia Źródłoznawcze” 14 (1969), s. 249.
- W. Majewski, J. Teodorczyk, Historia wojskowości polskiej w XIII w., „Przegląd Historyczny” 48 (1957), z. 2, s. 327–336.
- W. Majewski, J. Teodorczyk, List do redakcji, „Przegląd Historyczny” 48 (1957), z. 4, s. 824–827.
- Karol Maleczyński [rec.], Józef Umiński, Niebezpieczeństwo tatarskie w połowie XIII w. i papież Innocenty IV, Lwów 1922, „Kwartalnik Historyczny” 37 (1923), s. 408–416.
- Karol Maleczyński, Replika, „Kwartalnik Historyczny” 38 (1924), s. 187–191.
- Karol Maleczyński, Henryk II Pobożny (ok. 1191 – 1241), [w:] Polski Słownik Biograficzny, t. 9, pod red. Kazimierza Lepszego, Wrocław 1960.
- Jerzy Maroń, Legnica 1241, z serii: „Historyczne bitwy”, Bellona, Warszawa 1996 (wyd. II Warszawa 2008, ISBN 978-83-11-11171-4)
- Józef Matuszewski, Relacja Długosza o najeździe tatarskim w 1241 roku, Polskie zdania Legnickie, Łódź 1980.
- P. Moroz, Bitwa pod Legnicą 9 kwietnia 1241 r. w historiografii polskiej, „Szkice legnickie” 3 (1966), z.3, s. 180–203.
- J. Mularczyk, Mongołowie pod Legnicą, „Kwartalnik Historyczny” (1989), z.1-2, s. 3–25.
- Tadeusz M.,Nowak, Wimmer Jan, Historia oręża polskiego 963 – 1795, Warszawa 1981.
- Karol Olejnik, Kilka uwag o bitwie pod Legnicą „Studia i materiały do historii wojskowości” 23 (1981), s. 49–64.
- Krystyna Pieradzka, Bitwa pod Legnicą w relacji Jana Długosza, [w:] Szkice Legnickie, t. 6, Wrocław 1971
- Marian Plezia, Historia Tartatorum, „Studia Źródłoznawcze”, t. XV, 1971.
- Marian Plezia, Nowe źródło do dziejów polskiej sztuki wojskowej z połowy XIII w., „Studia Źródłoznawcze” 17 (1972), s. 141–145.
- A. Rutkowska-Płachcińska, Sprawy tatarskie w Roczniku tak zwanym świętokrzyskim nowym. Podkład źródłowy i warstwa anegdotyczna, „Studia Źródłoznawcze” 30 (1987), s. 59–73.
- Aleksander Semkowicz, Krytyczny rozbiór „Dziejów Polski” Jana Długosza (do roku 1384), Kraków 1887.
- W. Sobociński, „Roczniki, czyli kroniki” Długosza jako źródło do dziejów Polski w pierwszej połowie XIII w., „Czasopismo Prawno-Historyczne” 36 (1984), z. 1, s. 199–218.
- Karol Szajnocha, Szlak Batu-Chana, [w:] Dzieła, t. 1, Warszawa 1876, s. 55–60.
- Karol Szajnocha, Próbka podań historycznych, [w:] Dzieła, t. 1, Warszawa 1876, s. 61–74.
- Jan Tyszkiewicz, O autentyczności zdania: Gorze się nam stało (1241), „Język Polski”, 48 (1968), s. 143–148.
- Jan Tyszkiewicz, Tatarzy na Litwie i w Polsce – studia z dziejów XIII–XVIII wieku, Warszawa 1989.
- Bolesław Ulanowski, O kilku pomniejszych źródłach do dziejów pierwszego najazdu Tatrów na Polskę, Czechy i Węgry, „Rozprawy Akademii Umiejętności. Wydział Historyczno-Filozoficzny” 17 (1884), s. 323–401.
- Bolesław Ulanowski, O współudziale templariuszów w bitwie pod Legnicą, „Rozprawy Akademii Umiejętności. Wydział Historyczno-Filozoficzny” 17 (1884), s. 275–322.
- Józef Umiński, Niebezpieczeństwo tatarskie w połowie XIII w. i papież Innocenty IV, Lwów 1922.
- Józef Umiński, Odpowiedź, „Kwartalnik Historyczny” 38 (1924), s. 187–191.
- Wacław Zatorski, Pierwszy najazd Mongołów na Polskę w roku 1240–1241, „Przegląd Historyczno-Wojskowy” 9 (1937).
- Benedykt Zientara, Cesarzowa tatarska na Śląsku – geneza i funkcjonowanie legendy, [w:] Kultura elitarna a kultura masowa w Polsce późnego średniowiecza, pod red. B. Geremka, Wrocław 1978, s. 173–179.